# Neoseiulus cangaro
Neoseiulus cangaro är en spindeldjursart som först beskrevs av Schicha 1987.  Neoseiulus cangaro ingår i släktet Neoseiulus och familjen Phytoseiidae. Inga underarter finns listade i Catalogue of Life.